# 北歐抵抗運動
北歐抵抗運動（瑞典語：Nordiska motståndsrörelsen、挪威語：、 丹麥語：、冰島語：、芬蘭語：Pohjoismainen Vastarintaliike） 是一个泛斯堪地那維亞新纳粹主义运动。該組織由芬蘭、瑞典、挪威、丹麥和冰島地區的分部組成。

## 思想與活動
北歐抵抗運動倡導白人優越主義、國家社會主義和建立一个北歐统一的国家。所建立國家的政府形式應為共和國體制。根據該組織，將來的共和國將和平地與自然共存。組織也會經常發行關於大自然和有機食品的文章。北歐抵抗運動反對多元文化、伊斯蘭教、移民、不同種族的結合、毒品、同性戀、歐盟與錫安主義。它繼承了阿道夫·希特勒反猶的思想。北歐抵抗運動的目标是推动一个由各自由民族组成的世界，各种族分开居住但依然能共同合作。